# Zviad Gamsajurdia
Zviad Konstantines dze Gamsajurdia (en georgiano: ზვიად გამსახურდია; Tiflis, 31 de marzo de 1939-Jibula, 31 de diciembre de 1993) fue un disidente, científico y escritor georgiano, que se convirtió en el primer presidente de la República de Georgia elegido tras la era soviética.

## Biografía
Era miembro de una distinguida familia georgiana: su padre, el académico Konstantin Gamsajurdia (1893-1975), fue uno de los más famosos escritores georgianos del siglo XX. Zviad era un filólogo de carrera, y empezó su carrera como traductor y crítico literario.
El gobierno soviético fue especialmente duro durante la década de 1950 y buscó la represión de toda expresión cultural georgiana. En 1955, Zviad Gamsajurdia estableció un grupo juvenil clandestino (conocido como Gorgasliani, en referencia a la antigua línea de reyes georgianos) dedicado a la circulación y difusión de abusos cometidos contra los derechos humanos. En 1956 fue arrestado durante las manifestaciones en Tiflis contra la política soviética de rusificación, y nuevamente fue detenido en 1958 por distribuir panfletos y literatura anticomunista. A raíz de esto, fue confinado a seis meses en una institución mental en Tiflis, donde fue diagnosticado como "psicópata con descompensaciones" (siendo quizás una de las primeras víctimas del uso de la psiquiatría para fines políticos).
Alcanzó prominencia en 1972, durante una campaña en contra de la corrupción en Georgia, en estrecha colaboración con el Catholikós de la Iglesia Ortodoxa Georgiana. Continuó con sus actividades antigubernamentales gracias a la nueva política de tolerancia de las autoridades soviéticas, hasta que en 1977 fue detenido una vez más, por orden de Eduard Shevardnadze. Liberado en 1979, organizó numerosas protestas antisoviéticas durante los años del glásnost.
En 1990 fue designado presidente del Consejo Supremo de la República de Georgia. Tras aprobarse en referéndum la independencia del país, en 1991, resultó elegido presidente de Georgia en los comicios de mayo de aquel mismo año con el apoyo de los nacionalistas y georgianos étnicos (se le atribuye el incendiario lema "Georgia para los georgianos"), lo que provocó graves conflictos interétnicos.
Como presidente, su política autoritaria y represiva fue denunciada por diversos organismos internacionales de derechos humanos, tales como Helsinki Watch. El recrudecimiento de la represión contra los separatistas de Osetia del Sur y el arresto de numerosos opositores y periodistas en septiembre de 1991 provocaron el descontento popular, que dio paso a una sangrienta insurrección general. El 22 de diciembre de 1991, rebeldes armados apoyados por el Mjedrioni y una facción disidente de la Guardia Nacional lanzaron un golpe militar que terminó con la caída del régimen. El 6 de enero de 1992, Gamsajurdia consiguió huir hacia Azerbaiyán a través de las líneas enemigas, pero se le negó el asilo. Deportado a Armenia, con el fin supuesto de ser extraditado a Georgia, se le permitió refugiarse en Chechenia para no provocar mayores tensiones entre las ex repúblicas soviéticas.
Asumió el poder Eduard Shevardnadze, su antiguo rival, pero los enfrentamientos entre zviadistas y el nuevo gobierno, agravados tras la ocupación militar de Abjasia, desembocaron en una guerra civil en septiembre de 1993. Gamsajurdia aprovechó esta situación y ese mismo mes regresó clandestinamente a Georgia para organizar la resistencia contra Shevardnadze, estableciendo su base de operaciones en la ciudad de Zugdidi. El 20 de octubre, sin embargo, Rusia envió tropas para sofocar la insurrección y el 6 de noviembre cayó Zugdidi.
El 31 de diciembre de 1993, Zviad Gamsajurdia fue hallado muerto de un disparo en la cabeza en la aldea de Khibula. La versión oficial, avalada por su viuda Manana, sus colaboradores más próximos, sus guardaespaldas y por la mayoría de los observadores internacionales, indica que Gamsajurdia se suicidó con una pistola automática Stechkin "en protesta" contra el gobierno de Shevardnadze, en momentos en que el edificio que ocupaba se encontraba rodeado por milicianos del Mjedrioni. No obstante, otras fuentes conjeturan que pudo haber sido asesinado, muerto en combate o incluso traicionado por sus propios hombres.[cita requerida]